# Apteropeoedes nigroplagiatus
Apteropeoedes nigroplagiatus är en insektsart som beskrevs av Bolívar, I. 1903. Apteropeoedes nigroplagiatus ingår i släktet Apteropeoedes och familjen Euschmidtiidae. Inga underarter finns listade i Catalogue of Life.